# Георги Илков
 Тази статия е за българския революционер.  За българския строител Георги Сарев Илков, вижте Гьоре Сарев.  
Георги Камчев Илков е български революционер, четник, деец на Вътрешната македоно-одринска революционна организация.

## Биография
Георги Илков е роден в 1884 година в гевгелийското село Конско, тогава в Османската империя, днес в Северна Македония. Влиза във ВМОРО.
При избухването на Балканската война в 1912 година е доброволец в Македоно-одринското опълчение, в 1 отделна партизанска рота, 1 рота на 15 щипска дружина и Сборна партизанска рота на МОО.
Участва в Първата световна война като ефрейтор в Единадесета пехотна македонска дивизия. Награден е с орден „За храброст“, IV степен.